# Còssifa ventreblanc
El còssifa ventreblanc (Cossyphicula roberti) és una espècie d'ocell de la família dels muscicàpids (Muscicapidae), monotípica dins del gènere Cossyphicula. Es troba a l'oest del Camerun, a l'illa de Bioko i la selva montana de la falla Albertina. Habita els boscos tropicals i subtropicals de frondoses humits i de l'estatge montà. El seu estat de conservació és considerat de risc mínim.